# Базарська загальноосвітня школа (Чортківський район)
Базарська загальноосвітня школа I—III ступенів — навчальний заклад у селі Базар Чортківського району Тернопільської області.

## Історія
За переказами, у селі школа-дяківка існувала вже на початку XVIII ст.
У 1864 році збудовано нове приміщення школи. Збереглися відомості, що першими вчителями на той час були Голубович, Ліщинський, Антон Жилавий. 
У 30-х роках минулого століття школа була п'ятирічною.
У 1939 році запроваджено семирічне навчання.
У 1975 році завдяки вчителям Петрові Царику та Ользі Струтинській з'явився прекрасний шкільний дендропарк. 
У 2006 році в школі створено сучасний комп'ютерний клас.

## Гуртки та секції
Для розвитку і вдосконалення учнів у школі діють гуртки та секції:
- Науково-технічний;
- Фізкультурно-спортивний
- Еколого-натуралістичний;
- Туристсько-краєзнавчий;
- Художньо-естетичний.

## Сучасність
У 10 класах школи навчається 81 учнів, у школі викладають англійську та німецьку мови.
Найбільшою гордістю школи є кабінет-музей народознавства, який став справжнім центром духовності (вчитель Дарія Гель).

## Педагогічний колектив
Педагогічний колектив складається з 21 педагога.
Директори
| Ім'я               | Роки      | Світлини |
| ------------------ | --------- | -------- |
| Теодор Фриз        |           |          |
| Йосип Ковбасюк     |           |          |
| Степан Шинкарик    | 1948—1950 |          |
| Григорій Кузьменко | 1950—1956 |          |
| Василь Торончук    | 1956—1969 |          |
| Олена Мотуз        | 1969—1973 |          |
| Степан Рижевський  | 1973—1975 |          |
| Роман Велиган      | 1975—1983 |          |
| Олександра Гінда   | від 1984  |          |

## Випускники
За роки існування середньої школи випущено понад тисячу випускників.